# Villa Morosini Lucheschi Valforte
Villa Morosini Lucheschi Valforte è una villa veneta di Colle Umberto, situata in area collinare, al confine col comune di San Fior.

## Storia
Edificio sorto nel XVIII secolo in località Valforte, nella piana a nord-est della chiesa monumentale di Castello Roganzuolo, verso la quale la facciata della villa guarda, Villa Morosini è frutto di lavori attuati in più epoche. Il nucleo principale neoclassico, di fine Settecento, nasce a partire da un edificio preesistente secentesco (un convento di frati) per volontà della nobile famiglia veneziana dei Morosini.
Nel 1850 i Lucheschi acquisiscono la proprietà, che viene ampliata con la costruzione di numerosi annessi, tra cui le barchesse ancora oggi visibili.
La più importante vicenda storica che si lega alla villa è quella della Grande Guerra, quando essa divenne, tra 1917 e 1918, il comando dell'aviazione austro-ungarica.
La dimora è ricordata anche per aver ospitato due illustri personalità: il re d'Italia Vittorio Emanuele II e l'imperatore Carlo I d'Austria.
Oggi, Villa Morosini è utilizzata come luogo di mostre e celebrazioni, presentandosi in buono stato e aperta sulla valle attraverso un lungo viale alberato culminante in un piccolo spiazzo verde con al centro un finto pozzo.

## Descrizione

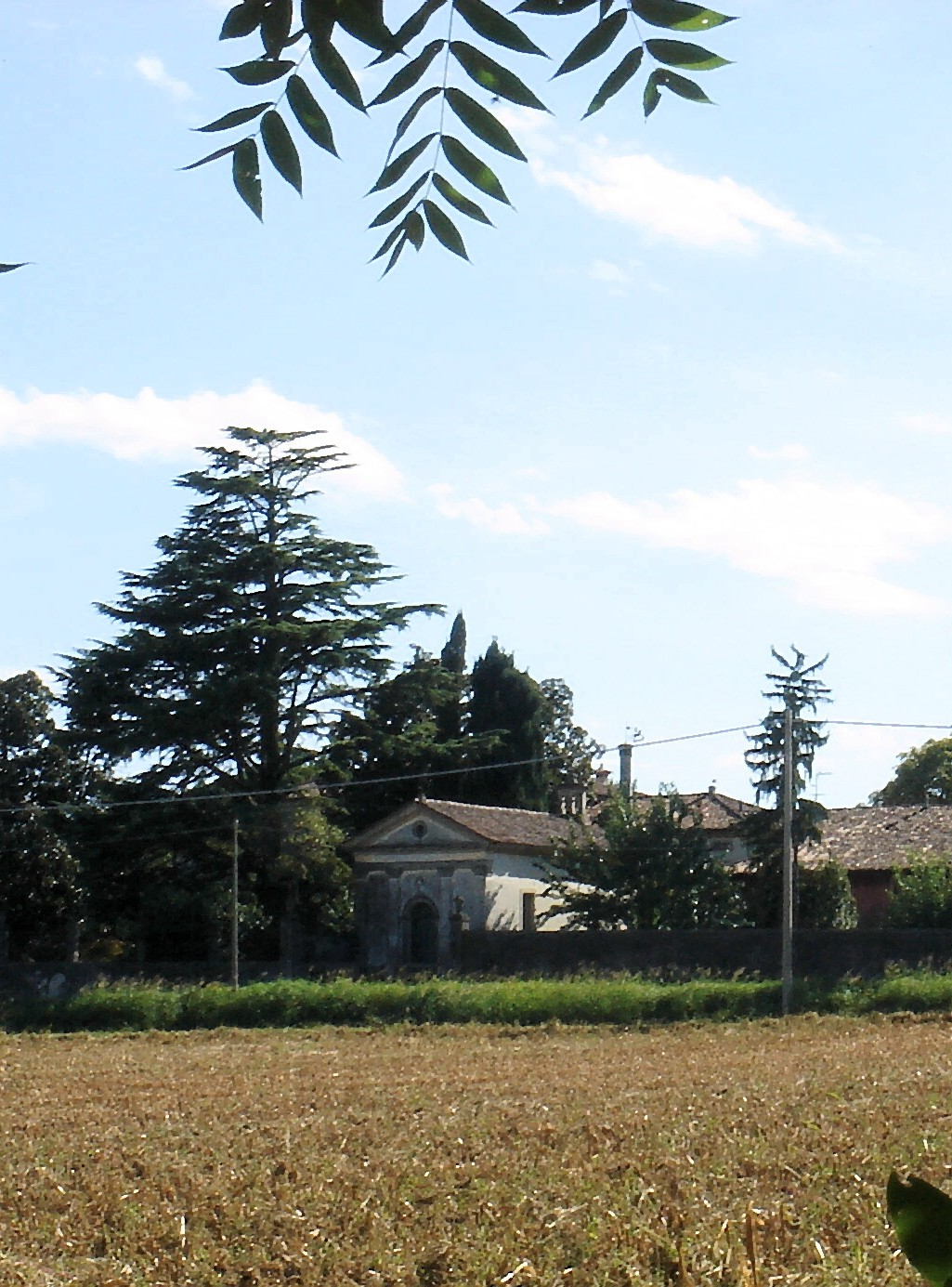
La cappella gentilizia

### La villa
La villa è composta da un blocco centrale più alto, di tre piani, e da due ali simmetriche ai lati, di due piani. La forometria consta di monofore rettangolari che evidenziano i livelli del complesso. Si differenzia dalle altre l'apertura centrale del piano nobile, che è a tutto sesto.
La facciata, semplice e razionale, ha come ornamento, centralmente, un frontone contenente uno stemma e sovrastato da tre piccoli elementi scultorei. 

Internamente sono conservati buona parte degli arredi e, alle pareti, numerosi stucchi primo novecenteschi.
Ai due lati dell'edificio sono disposte le due barchesse, caratterizzate da grandi archi a tutto sesto; sul lato sinistro hanno luogo anche altri annessi di epoca successiva, ben integrati nel complesso. 

Il giardino è quello originale, all'italiana, aperto sulla vallata che dà il terzo nome alla villa.

### La cappella
Alla villa è annessa una cappella gentilizia dedicata alla Madonna di Serravalle, il cui aspetto attuale è verosimilmente dovuto ai lavori ottocenteschi voluti dai Lucheschi. Essa è un edificio autonomo rivolto verso la campagna retrostante il resto del complesso, da cui oggi risulta accessibile, incastonata nel muro che cinge il giardino. Lo schema architettonico della facciata è a capanna terminante con un grande timpano, dal quale partono quattro lesene, al centro delle quali si apre un portale a tutto sesto, sopra il quale è affisso un piccolo stemma dei proprietari.
Sul retro della struttura spunta un piccolo campanile a vela con una coppia di luci, all'interno del quale sono posizionate le due piccole campane.